# Kamenče
Kamenče – wieś w Słowenii, w gminie Braslovče. 1 stycznia 2017 liczyła 188 mieszkańców.